# Cometes laetificus
Cometes laetificus är en skalbaggsart som beskrevs av Bates 1870. Cometes laetificus ingår i släktet Cometes och familjen långhorningar. Inga underarter finns listade i Catalogue of Life.